# Zell (Mosel)

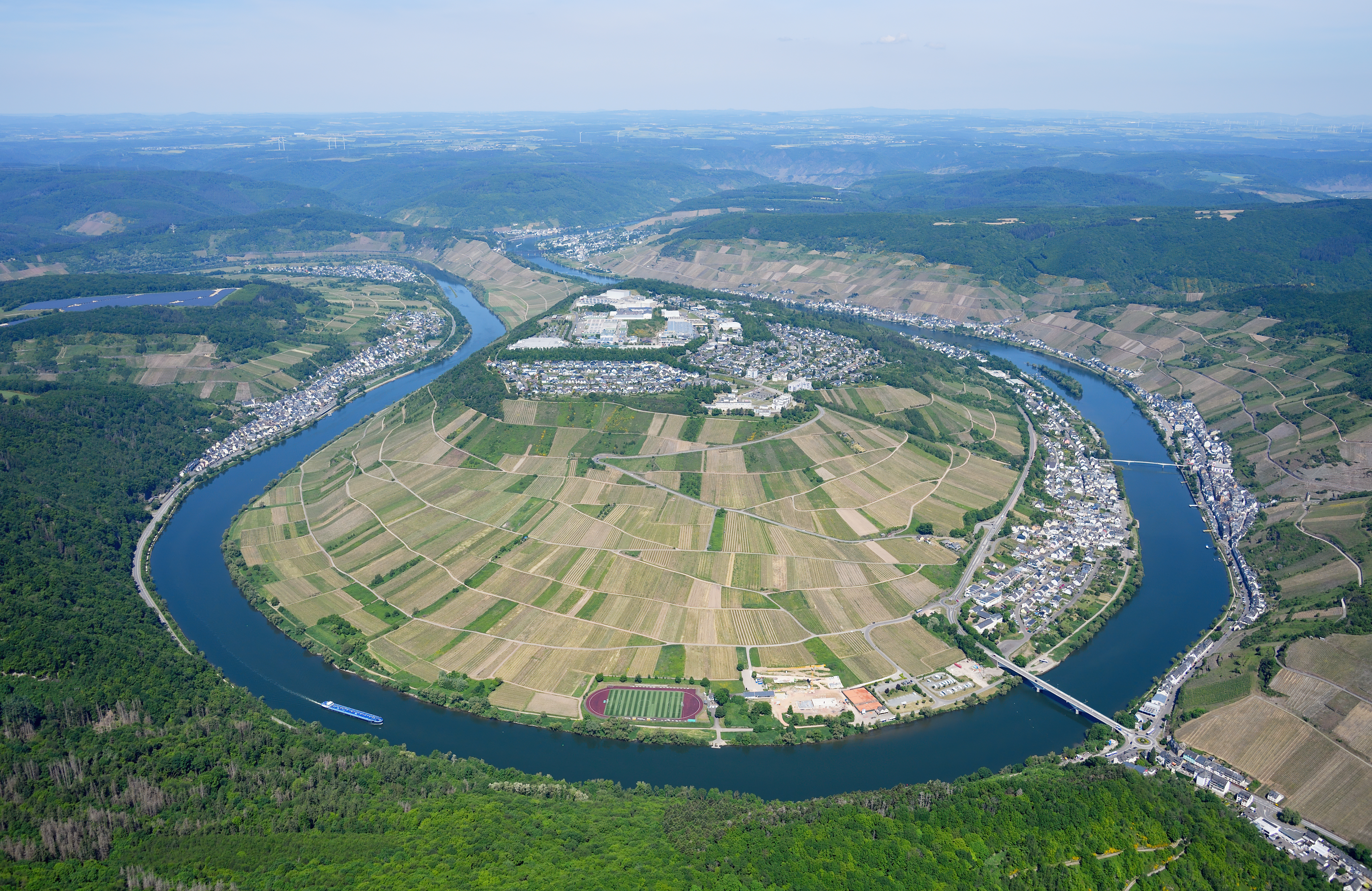
Zell von Südosten aus der Luft gesehen

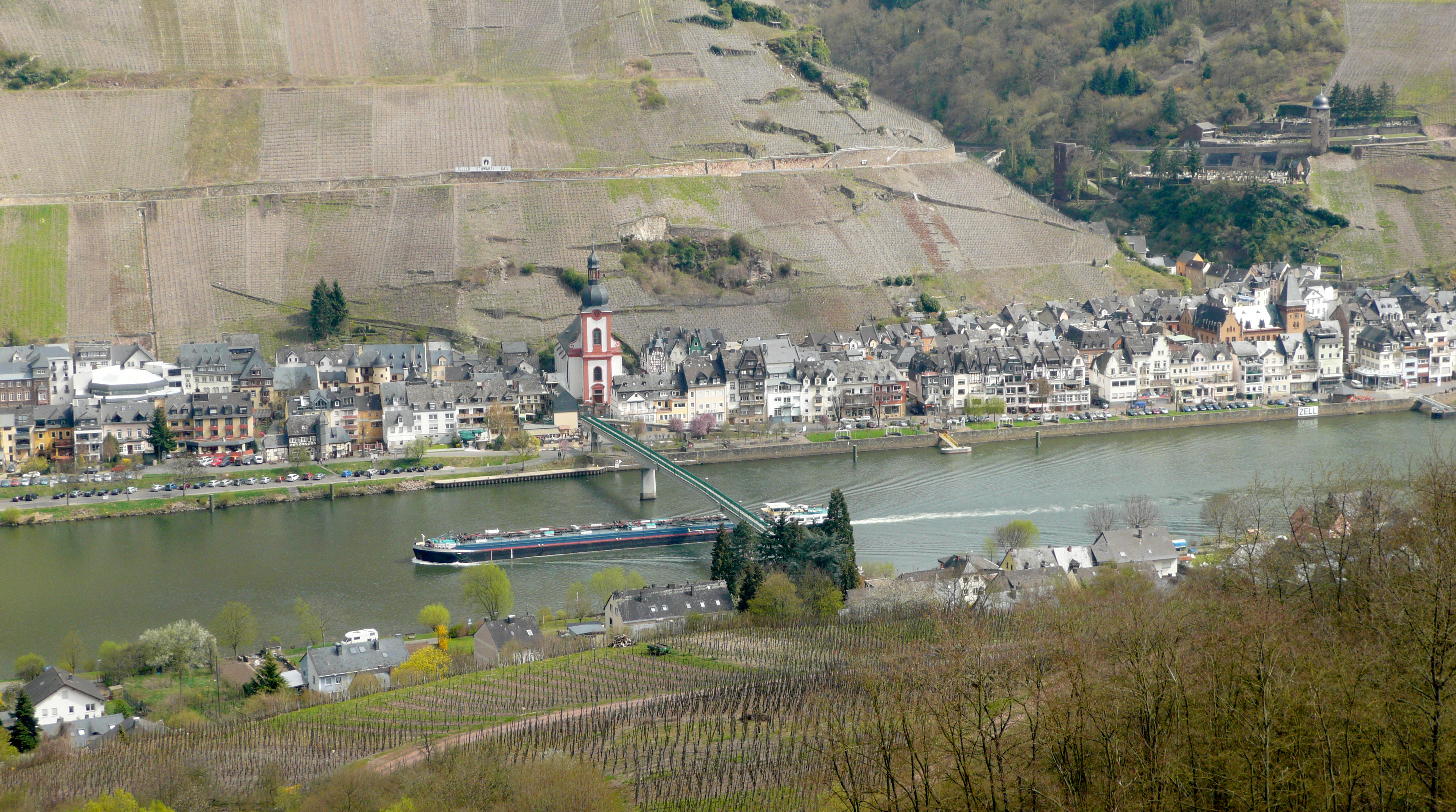
Blick auf Zell an der Mosel vom erhöhten Stadtteil Barl

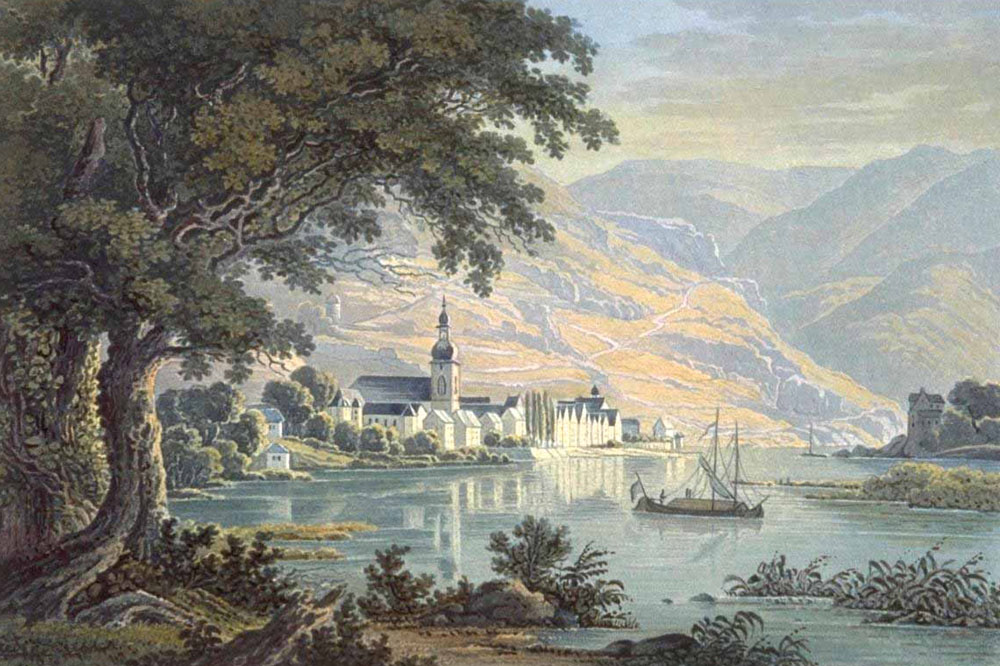
Die Stadt Zell an der Mosel. Aquatinta von Karl Bodmer 1841

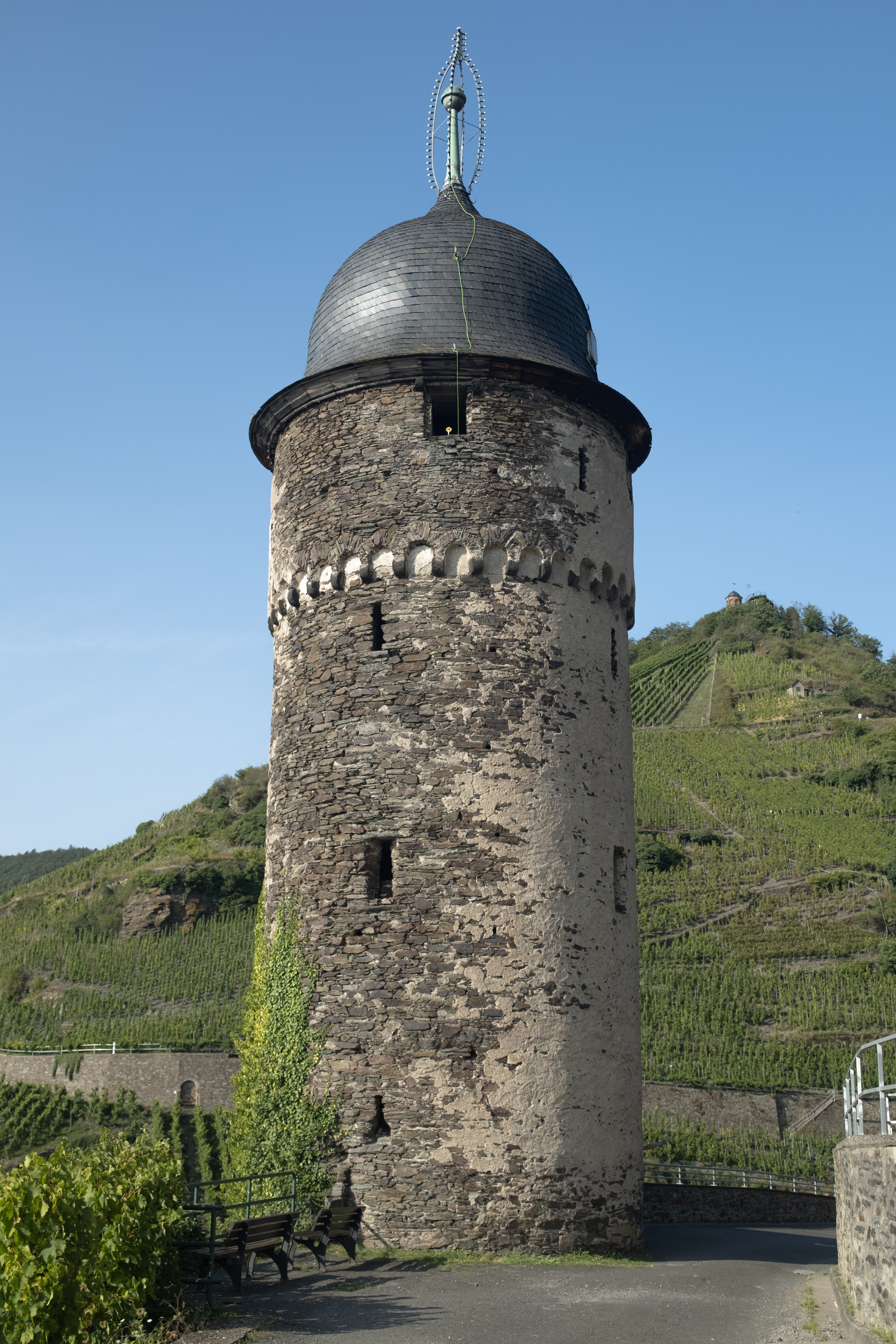
Pulverturm von Zell

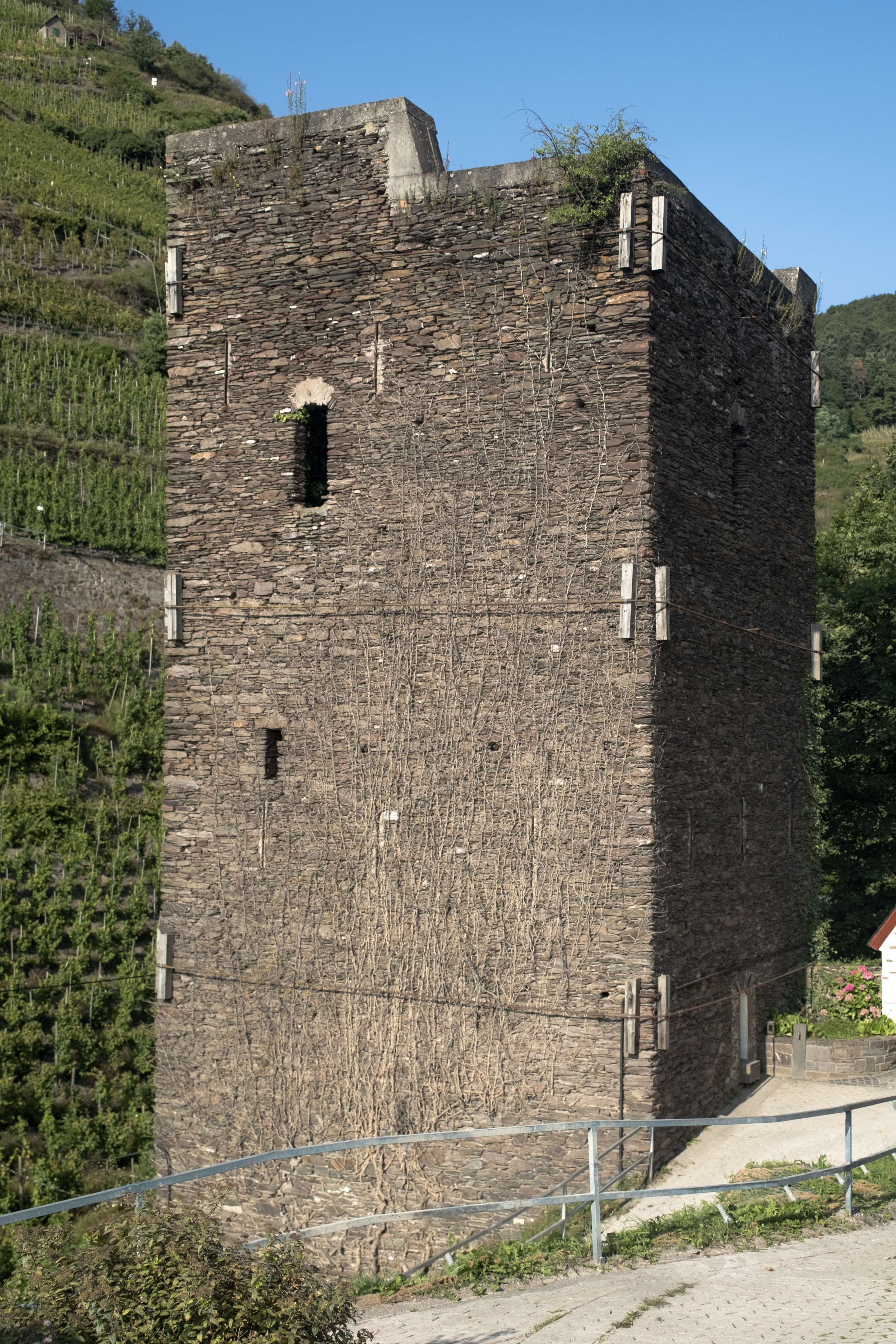
Viereckiger Turm

Zell (Mosel) ist eine Stadt an der Mosel und liegt im Landkreis Cochem-Zell in Rheinland-Pfalz. Sie ist Verwaltungssitz der Verbandsgemeinde Zell, der sie auch angehört. Zell ist ein staatlich anerkannter Erholungsort und gemäß Landesplanung als Mittelzentrum ausgewiesen.

## Geographie

### Geographische Lage
Zell liegt jeweils eine Autostunde von Koblenz und Trier entfernt ziemlich genau in der Mitte zwischen diesen beiden Städten. Nachbarstadt in Richtung Koblenz ist Cochem, Nachbarstädte in Richtung Trier sind Traben-Trarbach und Bernkastel-Kues. Zum Flughafen Frankfurt-Hahn auf dem Hunsrück sowie zum Kurort Bad Bertrich in der Voreifel: jeweils ½ Autostunde. Die am Fluss liegenden Stadtteile, die Altstadt, Kaimt und Merl, liegen auf einer Höhe von etwa 100 m ü. NHN an einer markanten Moselschleife, dem Zeller Hamm.

### Stadtgliederung
Zu Zell gehören die Gemeindeteile
- Kaimt (Altort links der Mosel, die Gemarkung reicht rechts der Mosel weit in den Hunsrück hinein) mit Barl (Höhenstadtteil), Eckzeilerhof, Franksmühle, Haus Nonnenkehr, Gaststätte Marienburg und Wäscherei
- Merl (ganz überwiegend rechts der Mosel) mit Adlerhof, Thiesenmühle und Weinhof Sankt Stephanus
- Zell (Altstadt, rechts der Mosel bis in den Hunsrück hinein) mit Barzenmühle, Forsthaus Irlenborn, Hähnchen, Siedlung Althaus (auf der Hunsrückhöhe gelegen), Weidenhell und Wendlingsmühle

## Geschichte
Zell ist eine römische Gründung nach 70 n. Chr. Der Ortsteil Kaimt wird 732/33 erstmals urkundlich erwähnt. 1222 erhielt Zell die Stadtrechte. Seit 1332 war Zell kurtrierische Stadt und bis 1794 kurtrierischer Oberamtssitz des Amtes Zell. Mit der Besetzung des Linken Rheinufers 1794 durch französische Revolutionstruppen wurde der Ort französisch, 1815 wurde die Stadt auf dem Wiener Kongress dem Königreich Preußen zugeordnet. Im Jahr 1848 wurden durch einen Großbrand 152 Gebäude, d. h. ein großer Teil der Altstadt, zerstört und etwa 900 Menschen obdachlos. Zwei weitere Brände im Jahr 1857 zerstörten noch einmal 15 bzw. 10 Gebäude. Seit 1946 ist die Stadt Teil des damals neu gebildeten Landes Rheinland-Pfalz. Am 1. September 1950 erfolgte die Eingemeindung von Kaimt. Bis zum Jahr 1969 war Zell die Kreisstadt des gleichnamigen Landkreises Zell (Mosel). Daraus wurde dann im Rahmen der rheinland-pfälzischen Verwaltungsreform der Landkreis Cochem-Zell mit dem Verwaltungssitz in Cochem. Mit dem Kreissitz verlor Zell auch zahlreiche weitere Behördensitze und sonstige Institutionen. Zeitgleich erfolgte die Eingemeindung von Merl. Ausgleich schaffte sich die Stadt auch durch die Ansiedlung zahlreicher Wirtschaftsunternehmen insbesondere im Höhenstadtteil Barl.
Am 7. Juni 1969 wurde die bis dahin selbständige Gemeinde Merl eingemeindet.

### Religion
Etwa die Hälfte der Bevölkerung ist römisch-katholisch. Die Evangelischen, die die zweitgrößte Konfession bilden, gehören zur Kirchengemeinde Zell-Bad Bertrich-Blankenrath, die mit der Kirchengemeinde Würrich pfarramtlich verbunden ist. Die Gemeinden gehören zum Kirchenkreis Simmern-Trarbach.

### Einwohnerentwicklung
| Zell: Einwohnerzahlen von 2012 bis 2024 | Zell: Einwohnerzahlen von 2012 bis 2024 | Zell: Einwohnerzahlen von 2012 bis 2024 | Zell: Einwohnerzahlen von 2012 bis 2024 | Zell: Einwohnerzahlen von 2012 bis 2024 |
| --------------------------------------- | --------------------------------------- | --------------------------------------- | --------------------------------------- | --------------------------------------- |
| Jahr                                    |                                         |                                         |                                         | Einwohner                               |
| 2012                                    | 2012                                    |                                         | 4.127                                   | 4.127                                   |
| 2015                                    | 2015                                    |                                         | 4.085                                   | 4.085                                   |
| 2020                                    | 2020                                    |                                         | 4.064                                   | 4.064                                   |
| 2024                                    | 2024                                    |                                         | 3.993                                   | 3.993                                   |
| Quelle(n): statistik.rlp.de             |                                         |                                         |                                         |                                         |

## Politik

### Stadtrat
Der Stadtrat in Zell (Mosel) besteht aus 20 Ratsmitgliedern, die bei der Kommunalwahl am 9. Juni 2024 in einer personalisierten Verhältniswahl gewählt wurden, und dem ehrenamtlichen Stadtbürgermeister als Vorsitzendem.
Die Sitzverteilung im Stadtrat:
| Wahl | SPD | CDU | FWG | Gesamt   |
| ---- | --- | --- | --- | -------- |
| 2024 | 4   | 11  | 5   | 20 Sitze |
| 2019 | 5   | 8   | 7   | 20 Sitze |
| 2014 | 4   | 11  | 5   | 20 Sitze |
| 2009 | 4   | 11  | 5   | 20 Sitze |
| 2004 | 4   | 11  | 5   | 20 Sitze |

- FWG = Freie Wählergruppe Stadt Zell e. V.

### Bürgermeister
Hans-Peter Döpgen (FWG) wurde am 24. Juni 2019 Stadtbürgermeister von Zell. Bei der Stichwahl am 16. Juni 2019 war er mit einem Stimmenanteil von 66,9 % für fünf Jahre gewählt worden, nachdem bei der Direktwahl am 26. Mai 2019 keiner der ursprünglich drei Bewerber eine ausreichende Mehrheit erreicht hatte. Bei der Bürgermeisterwahl am 9. Juni 2024 wurde er mit 51,3 % der Stimmen gegen eine Einzelbewerberin in seinem Amt bestätigt.
Döpgens Vorgänger Hans Schwarz (CDU) hatte das Amt von 2009 bis 2019 ausgeübt.

### Wappen
| Wappen von Zell | Blasonierung: „In Silber ein durchgehendes rotes Kreuz, oben rechts und unten links je zwei gekreuzte Schlüssel, im Feld 1 ein gestürzter Schlüssel mit nach links weisendem Bart sowie ein liegender Schlüssel mit nach rechts unten weisendem Bart, im Feld 4 ein Schlüssel sowie ein liegender Schlüssel mit nach links oben weisendem Bart.“ |
| Wappen von Zell | Wappenbegründung: Das rote Kreuz im Wappen der Stadt Zell verweist auf die geschichtlichen Beziehungen der Stadt zum Trierer Erzbischof und Kurtrierer Kurfürsten. Es kommt ebenso im oberen Teil des Wappens der Verbandsgemeinde Zell vor, dessen unterer Teil drei silberne, goldgekrönte Löwen auf rotem Grund aus dem Wappen derer von Zandt in Merl zeigt. Die Schlüssel im Zeller Wappen weisen auf den hl. Petrus, er ist der Pfarr- und Kirchenpatron der Stadt Zell, auch auf dem Petersberg (heute Marienburg) stand früher eine dem hl. Petrus geweihte Kirche. Der Ortsteil Merl trug gemäß seinem Kirchenpatrozinium einen heiligen Michael im Wappen, dieses Wappen ist aufgehoben, nachdem Merl zur Stadt Zell eingemeindet wurde. |

### Städtepartnerschaften
- Crépy-en-Valois, Frankreich
- Antoing, Belgien
- Triptis, Thüringen
- Plonsk, Polen

## Wirtschaft

### Weinbau

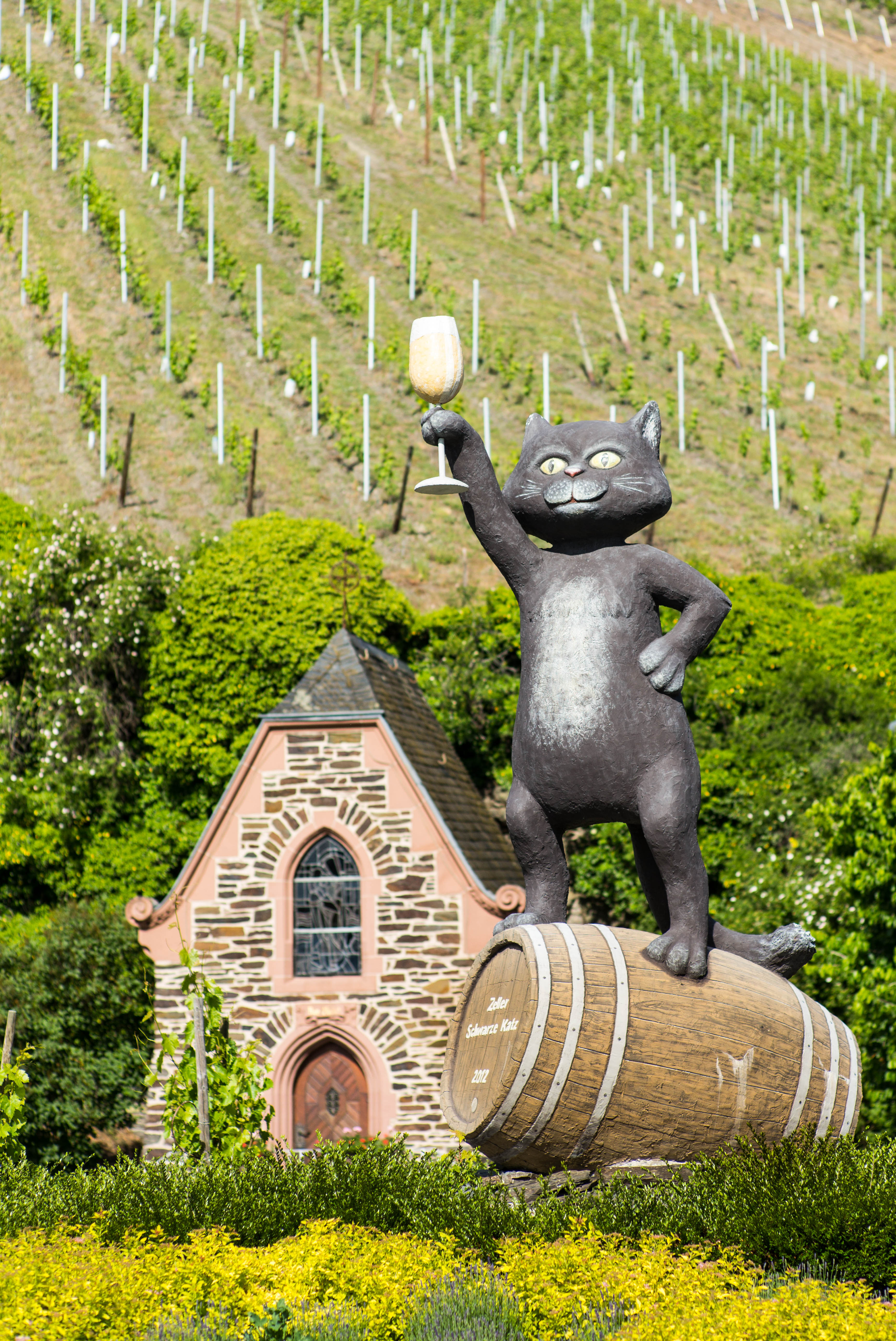
Skulptur der „Schwarzen Katz“

Zell ist erheblich geprägt vom Weinbau und mit 331 Hektar bestockter Rebfläche nach Piesport (413 Hektar) größte Weinbaugemeinde der Mosel. Es wird traditionell überwiegend Riesling angebaut. Überregional bekannt ist die Zeller Schwarze Katz. Der Weinbau bildet außerdem die Grundlage für den Tourismus, welcher ebenfalls einen bedeutenden Wirtschaftszweig darstellt. Zell ist u. a. Sitz der Kellerei Zimmermann-Graeff & Müller.

### Industrie
In Zell ist die Zeller Plastik Deutschland GmbH ansässig. ZP ist ein Spritzgießer für Kunststoffverschlüsse und Verpackungselemente, der als Teil der GCS Holding ein Tochterunternehmen des britischen Konzerns RPC ist. Die ebenfalls zur GCS Holding gehörige Zeller Engineering GmbH stellt in Zusammenarbeit mit ZP Spritzgusswerkzeuge her.

### Handel, Handwerk
Im Höhenstadtteil Barl haben sich zahlreiche großflächige Einzelhandelsunternehmen angesiedelt. Daneben sind zahlreiche mittelständische Groß- und Einzelhandelsunternehmen sowie Handwerksbetriebe ansässig.
Außerdem ist dort ein großes, regional bedeutsames Einkaufszentrum angesiedelt, in dem sich unter anderem eine Apotheke und verschiedene andere Ladengeschäfte befinden. Das Einkaufszentrum verfügt auch über einen Baumarkt und eine Tankstelle.

## Öffentliche Einrichtungen

### Ämter
Verbandsgemeindeverwaltung, Finanzamt Simmern-Zell.

### Bildungseinrichtungen
Boos-von-Waldeck Grundschule, IGS Zell (Gesamtschule mit gymnasialer Oberstufe).

### Krankenhaus Zell (1886–2025)
Das Krankenhaus wurde von dem Orden der „Armen Dienstmägde Jesu Christi“ gegründet. Ursprünglich befand sich der Standort in der Stadt Zell (Mosel), ehe am 1. August 1974 ein moderner Neubau im Höhenstadtteil Barl bezogen wurde. Nach über fünf Jahrzehnten Betrieb wurde das Krankenhaus zum 30. Juni 2025 geschlossen.

### Verkehr
In früherer Zeit besaßen Zell und Merl je einen Bahnhof an der Moselbahn (Kleinbahn/Nebenbahn).
Der Alte Bahnhof Zell und der Alte Bahnhof Merl sind jeweils ein eingetragenes Kulturdenkmal.
Der Anschluss an das Netz der Deutschen Bahn ist über den etwa 7 km entfernten Bahnhof im Nachbarort Bullay möglich. Dieser Bahnhof befindet sich an der Moselstrecke. Bundesstraßen-Verkehrskreuz West-Ost Bundesstraße 53 sowie Nord-Süd Bundesstraße 421. Schiffsanlegestellen für Flusskreuzfahrtschiffe. Wichtige internationale Anbindung über den eine halbe Autostunde entfernten Flughafen Frankfurt-Hahn.
Zwischen Zell und Kaimt liegen die Moselbrücke Zell und die Fußgängerbrücke Zell-Kaimt.
Im Norden grenzt Zell an den Prinzenkopftunnel (Moselstrecke) und die Doppelstockbrücke (Bullay).

## Freizeit, Tourismus

### Freizeit- und Sportanlagen
Erlebnisbad, Sportstadion, Ruderhaus, Tennisplatz, Campingplatz, Wohnmobilstellplätze, Collis Klettersteig.

### Wanderungen
Der Aussichtsturm auf dem Prinzenkopf bietet einen Rundumblick auf die Ortsteile von Zell und auf Pünderich, Bullay und die Marienburg. Der Ort ist Etappenziel des Moselsteigs.

## Kultur und Sehenswürdigkeiten

### Theater
Theatergruppe „Kätz“

### Museum
Das Heimatmuseum im Rathaus präsentiert zahlreiche Exponate aus der Stadtgeschichte, dem Weinbau und den traditionellen Handwerken der Stadt.

### Kirchen
Die katholische Pfarrkirche St. Peter in Zell besitzt einen Reliquienschrein aus der Zeit zwischen 1180 und 1190 aus Limoges (Mittelfrankreich) mit einem Behältnis für eine Knochenreliquie des hl. Petrus. Die Muttergottes-Figur im linken Seitenaltar stammt aus dem 15. Jahrhundert. Der Taufstein auf der rechten Seite im Chor trägt die Jahreszahl 1576. St. Peter weist einen Hochaltar auf sowie eine Kreuzigungsgruppe. Ein weiteres Merkmal ist ein mächtig wirkender Baldachin, ähnlich der Liebfrauenkirche in Trier.
Im Ortsteil Kaimt wurde die neue Pfarrkirche „St. Jakobus“ um 1968 erbaut, der alte Kirchturm blieb erhalten. Sie war die Pfalzkapelle des ehemaligen kurtrierisch erzbischöflichen Hofes in Kaimt. Im Innern eine steinerne Stiftungsurkunde – ältestes kirchliches Zeugnis der Stadt Zell um 1220, mit der ältesten Darstellung eines Winzers. Seitenaltar und Sakramentshäuschen mit einem Christus-Torso aus dem 13. bis 14. Jahrhundert, aus der Übergangszeit der Romanik zur Gotik, wahrscheinlich Riemenschneider-Schule.
Im Ortsteil Merl steht die Pfarrkirche St. Michael, bis 1805 Klosterkirche des angegliederten Franziskanerkonvents. Die Kirche an der Durchfahrtsstraße nahe dem Moselufer besitzt auf dem Hochaltar ein Antwerpener Retabel, um 1520. Die Sakristei ist als einstütziger Raum mit nahezu quadratischem Grundriss errichtet. Im Pfarrsaal haben sich Reste mittelalterlicher Wandmalereien erhalten und der nicht öffentlich zugängliche Dachstuhl des alten Dormitoriums im Klosterflügel gilt als eine der wenigen erhaltenen mittelalterlichen Dachkonstruktionen in Deutschland.
Die alte romanische Pfarrkirche St. Michael (Hallenkirche) wurde 1823 nach Übernahme der Klosterkirche abgebrochen, der alte romanische Turm blieb auf dem heutigen Merler Friedhof erhalten.

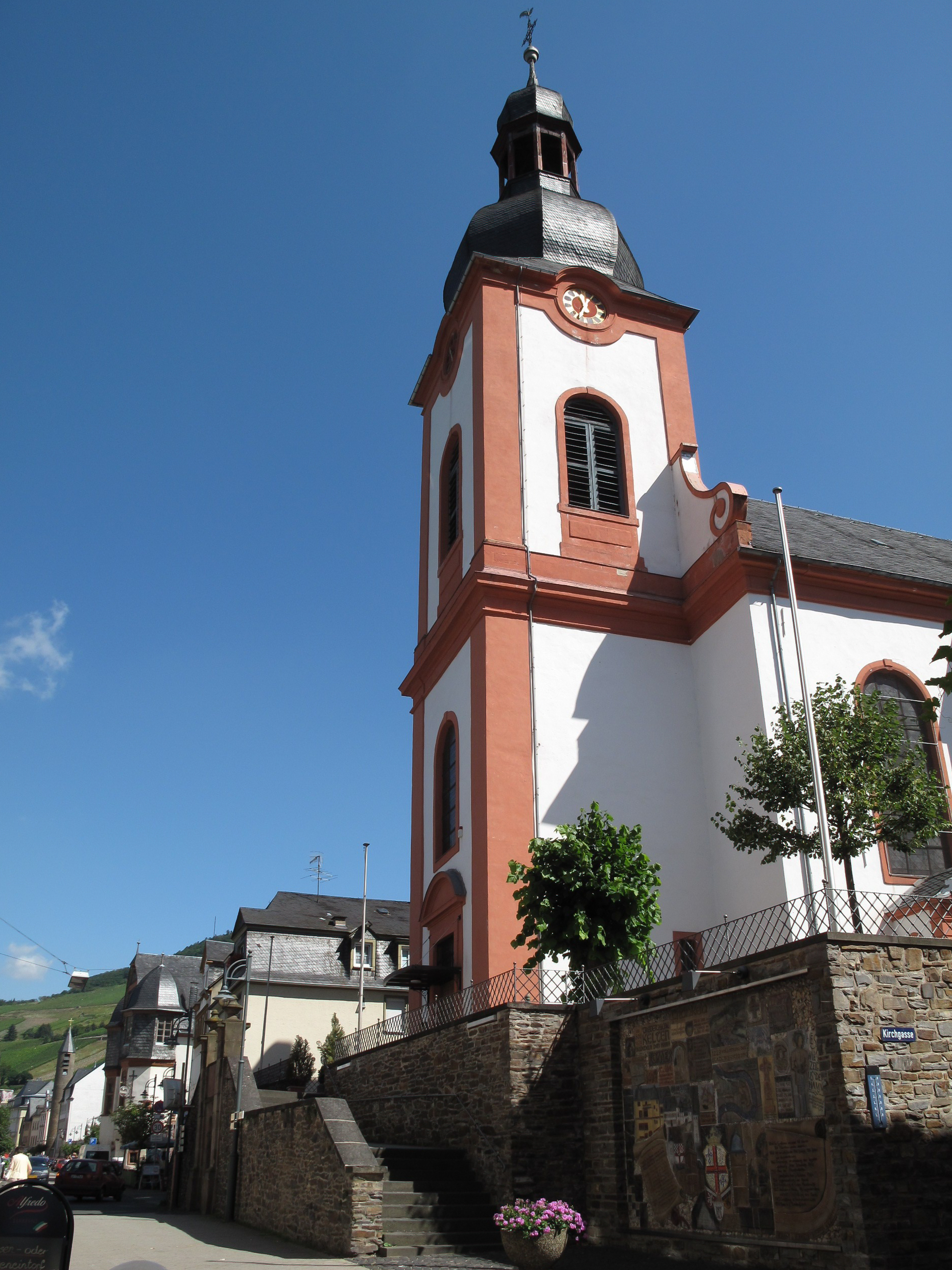
Pfarrkirche St. Peter
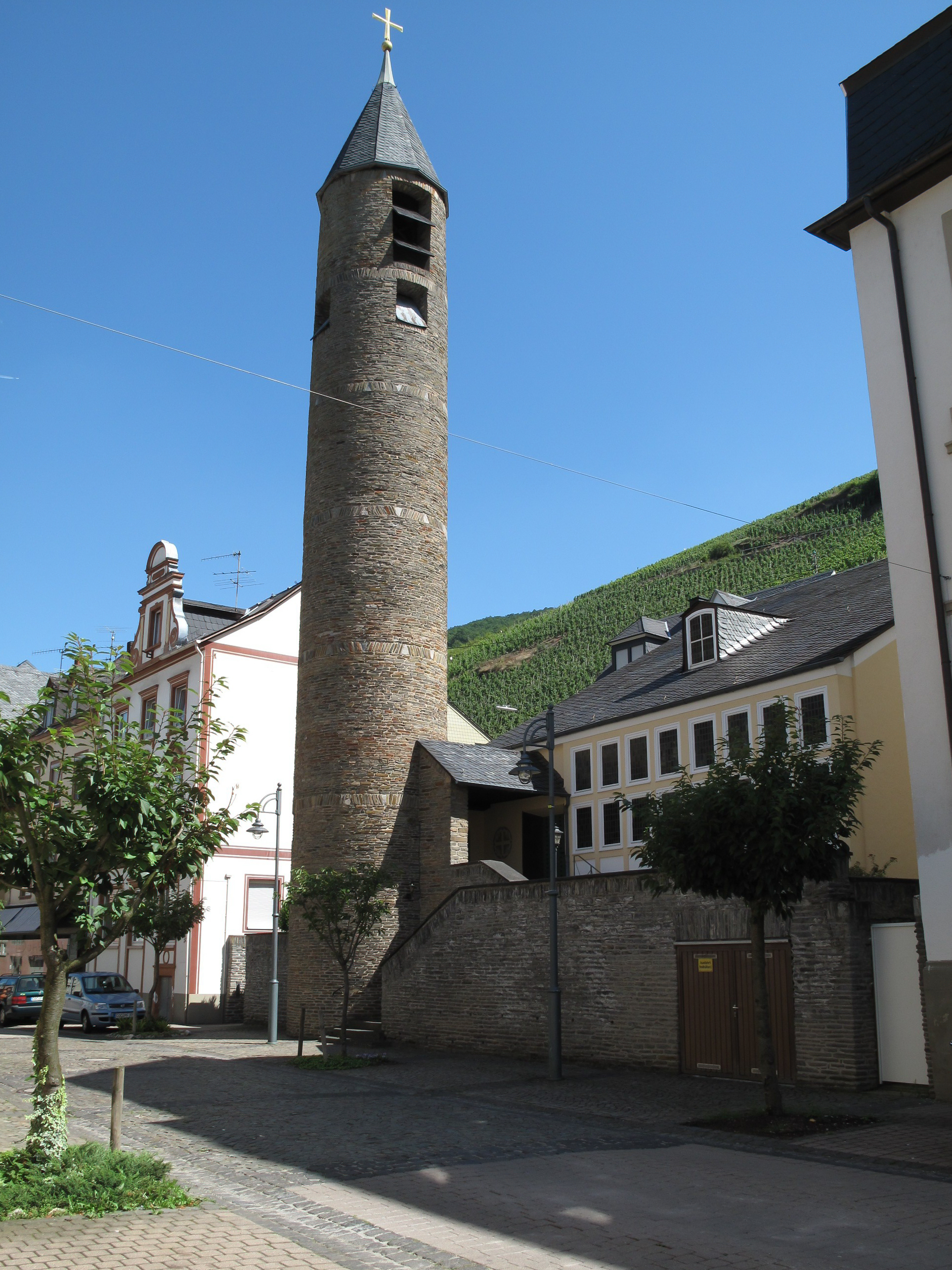
Zell (Mosel), Kirchturm
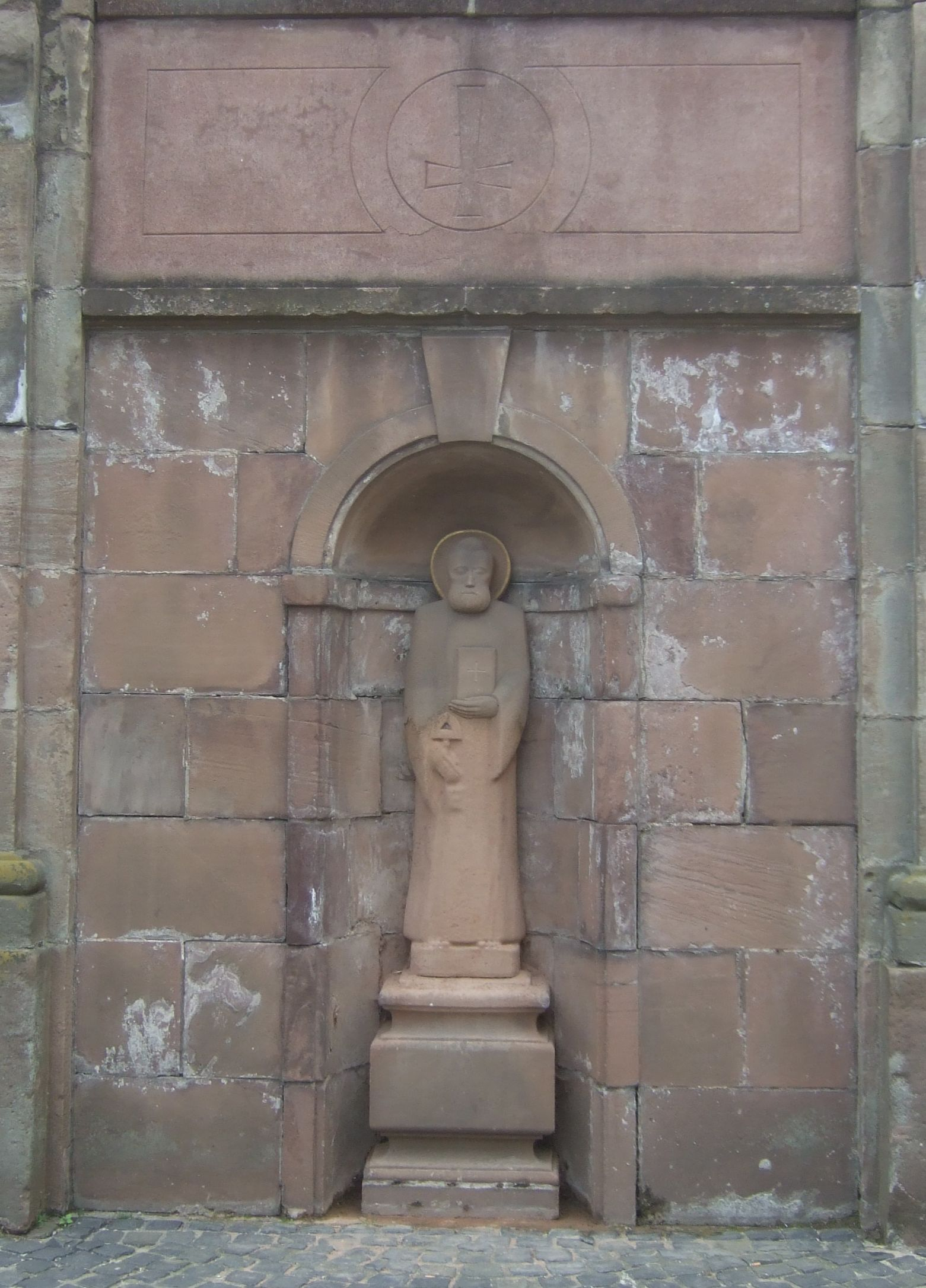
Petrus-Darstellung

### Regelmäßige Veranstaltungen
- Weinfest der Zeller Schwarze Katz, immer am letzten Juni-Wochenende. Eines der ersten Weinfeste im Jahr an der Mosel.
- Hahnenkaffee in Zell
- Langetafel in Zell, im Juli
- St.-Jakobus-Weinkirmes in Zell-Kaimt, letztes Juli-Wochenende
- Weinfest in Zell-Merl, zweites August-Wochenende
- Keltisches Weingelage in Zell-Kaimt, letztes August-Wochenende
- Römerstraßenfest, Mitte August
- Öffentliche Weinprobe in der Stadthalle – Römer-Weingelage, drittes September-Wochenende
- Adventsmärkte jedes 1. und 2. Adventswochenende
- Kappensitzungen und Rosenmontagsumzug von Zell-Kaimt nach Zell-Mosel
- Zeller Raiffeisenbank-Adventslauf alljährlich am 3. Advent (größte Sportveranstaltung im Kreis Cochem-Zell)
- Königsschießen der Schützengesellschaft Zell immer an Fronleichnam
- Gästekönigschießen der Schützengesellschaft Zell immer sonntags nach Fronleichnam
- Ostereierschießen der Schützengesellschaft Zell immer an Karsamstag und Ostermontag
- Barlfest auf dem Höhenstadtteil Barl,  immer am 2. Wochenende im Juli

### Mundart – Zeller Platt
Historisch ist Zell aus den drei Moselorten Zell, Kaimt und Merl gewachsen. In jedem Ort wird eine andere Lokalmundart des moselfränkischen Dialekts gesprochen, die sich teilweise erheblich in einzelnen Worten unterscheidet.

## Persönlichkeiten

### Ehrenbürger
- Georg Weimer (* 1909 in Fussingen (Westerwald); † 1999 in Zell), Kommunalpolitiker und ehem. Bürgermeister

### In Zell geboren
- Johann Schenen (um 1470–1544), Abt im Kloster St. Marien in Trier
- Johannes III. Schienen von Zell (um 1474–1548), Abt in der Reichsabtei St. Maximin in Trier
- Nicolaus Schienen (um 1490–1556), Generalvikar, Titularbischof von Azot und Weihbischof von Trier
- Gregor Simonis (?–1581), römisch-katholischer Priester und 38. Abt des Klosters Himmerod
- Johann Reineri (1636–1699), Abgeordneter, Stadtschultheiß und Bürgermeister von Zell
- Nikolaus Reineri (1639–1713), Schöffe, Stadtschreiber, Synodale und Abgeordneter beim kurtrierischen Landtag
- Johann Nikolaus Maas (um 1664–um 1721), kurfürstlicher Vogt und Hochgerichtsschöffe
- Josef Erasmus Graeff (1803–1877), Jurist und Landgerichtsrat
- Johann Baptist Graeff (1808–1884), Tabakwarenfabrikant
- Franz Friedrich Müller (1812–1856), Gutsherr und Abgeordneter
- Otto Welter (1839–1880), Jurist und Bergsteiger
- Roman Anton Graeff (1841–1930), Tabakwarenfabrikant
- Carl Koeppe (1850–1922), Kreisarzt und geheimer Medizinalrat
- Heinrich Blumental (1891–1969), Heimatschriftsteller
- Max Graeff (1895–1973), Unternehmer, Jurist und Diplomat
- Karl Hammes (1896–1939), Opernsänger und Jagdflieger
- Heinrich Salzmann (1896–1979), Landrat
- Jakob Mathias Koch (1900–1945), politischer Häftling des Nationalsozialismus
- Alfred Knieper (1909–1973), Mitglied der KPD und der freien Gewerkschaft, politischer Häftling des Nationalsozialismus, Regierungsvizepräsident in Rheinland-Pfalz[17]
- Josef Scholl (1912–1971), Heimatforscher
- Werner Grill (1920–2014), Chirurg, Spezialist der Bauchchirurgie
- Klaus Bremm (1923–2008), Winzer und Politiker (CDU), Landtags- u. Bundestagsabgeordneter
- Peter Döpgen (* 1930) (Bundesverdienstkreuz u. Freiherr von Stein-Medaille)
- Frieda Goergen (* 1945) (Bundesverdienstkreuz)
- Karl-Josef Gilles (1950–2018), Archäologe, Numismatiker und Kommunalpolitiker (FDP)
- Widmar Puhl (* 1951), Schriftsteller
- Kurt Schneiders (1953–2016), internationaler Rallye-Fahrer
- Peter-Erwin Jansen (* 1957), Publizist
- Bernd Irlenborn (* 1963), Philosoph und Hochschullehrer
- Jörg Zirwes (* 1968), Politiker (AfD)
- Josef Oster (* 1971), Politiker (CDU), Mitglied des Deutschen Bundestages
- Mirko Casper (* 1982), Fußballspieler
- Jost Schömann-Finck (* 1982), Ruderer, Welt- und Europameister
- Katharina Binz (* 1983), Politikerin (Bündnis 90/Die Grünen)
- Carolin Amlinger (* 1984), Literaturwissenschaftlerin und Soziologin
- Dennis Prinz (* 1984), Schauspieler
- Jens Münster (* 1990), Politiker (CDU)
- Moritz Seider (* 2001), Eishockeyspieler

### Mit Zell verbunden
- Nikolaus Knopp, ehem. Bürgermeister
- Matthias Reineri (1595–1671), Notar, Stadt- und Gerichtsschreiber, Deputierter bei den kurtrierischen Landtagen für die Stadt Zell (Mosel)
- Friedrich Alexander Moritz (1786–1852), Landrat im Altkreis Zell (1818–1851) und Namensgeber der Gemeinde Moritzheim
- Gustav von Stein (1872–1952), Landrat im Altkreis Zell (1910–1935)
- Theo Champion (1887–1952), Landschaftsmaler
- Maria Reese (1889–1958), Schriftstellerin, Journalistin und Reichstagsabgeordnete; starb in Zell
- Ferdinand Hillebrand (1890–1972), Bürgermeister in Zell von 1923 bis 1933
- Wilhelm Maschke (1894–1958), Politiker und Landtagsabgeordneter (SPD)
- Karl Albert Reisch (1926–1967), Jurist und Landrat im Altkreis Zell (1966–1967)
- Alfons Friderichs (1938–2021), Diakon, Buchautor, Bankkaufmann: Bundesverdienstkreuz, Rheinlandtaler
- Otti Geschka (* 1939), deutsche Politikerin (CDU), arbeitete als Kinderkrankenpflegerin am Stadtkrankenhaus von Zell